# Samsung Galaxy Gear
Samsung Galaxy Gear jsou chytré hodinky od společnosti Samsung. Pohání je upravený systém Android ve verzi 4.3. Byly představeny na akci Samsung Unpacked 4. září 2013 v Berlíně spolu s telefonem Galaxy Note 3.
Navazujícím modelem jsou Gear 2 představené 11. dubna 2014.

## Historie
První chytré hodinky od velkého výrobce představila společnost Sony v roce 2012 na veletrhu CES v Las Vegas. Sony Smartwatch se prodávaly za 3000 Kč. Hodinky spolupracovaly s telefony vybavenými Androidem 2.1 a vyšším. Byly vybaveny barevným dotykovým displejem. Jejich primárním účelem bylo informovat uživatele o přijatých zprávách, emailech, statusech ze sociálních sítí či zobrazit mapu nebo nalézt nejbližší kino. Hodinky trpěly mnoha neduhy, mezi největší patřila velice špatná čitelnost na slunci, krátká výdrž nebo malé rozlišení displeje.
V červnu 2013 se na trhu také objevily hodinky Pebble, jejichž život začal na serveru komunitního financování Kickstarter. Ty se od Smartwatch lišily koncepcí, měly monochromatický nedotykový displej s elektronickým inkoustem a slibovaly výdrž až týden na baterii.
S uvedením hodinek Samsung velmi spěchal, konkurence v této oblasti sílila a již delší dobu sílily spekulace, že na chytrých hodinkách pracuje i největší konkurent Samsungu na poli smartphonů společnost Apple a Samsung chtěl být tím kdo definuje nový segment trhu, jako se to povedlo Applu s iPhonem a iPadem.
V březnu 2013 viceprezident Samsungu pro mobilní telefony Lee Young přiznal, že již delší dobu pracují na konceptu chytrých hodinek. Že to bude ještě týž rok naznačovaly podané patentové přihlášky v srpnu. 1. září pak unikly i snímky prototypu tohoto zařízení. Oficiálně pak byly představeny 4. září 2013 v rámci samostatné představovací akce Samsungu Unpacked v Berlíně. Na hlavních evropských trzích se začaly prodávat již 25. září. Česká republika přišla na řadu například s USA nebo Japonskem 15. října s doporučenou cenou 7699 Kč.

## Výbava
Hodinky nebyly prvními na trhu, ale daly by se označit v době představení za nejsofistikovanější. Oproti konkurenci byly vybaveny 1,9 Mpx fotoaparátem s autofokusem, s možností natáčet videa v rozlišení 720p, reproduktorem a mikrofonem, takže s nimi bylo možné telefonovat. Nabídly kvalitnější 1,6 plalce velký Super AMOLED displej s rozlišením 320 x 320 pixelů a dobrou čitelností na slunci. Pohánělo je system-on-chip řešení Exynos taktované na 800 MHz. Vnitřní úložiště nabídlo kapacitu 4 GB a operační paměť 500MB. Ze senzorů byly vybaveny gyroskopem a akcelerometrem.
Design byl hodnocen jako konzervativní až nezajímavý. Vyráběly se v černé, bílé, bílo-růžové, zelené a oranžové barvě. Kryt okolo displeje byl z hliníku, záda byla plastová a řemínek gumový.

## Problémy
Nevyvarovaly se však některým neduhům svých předchůdců. V době představení byla výdrž na baterii jen kolem 25 hodin provozu.
Měly stupeň krytí jen IP55, což znamenalo odolnost jen proti stříkající vodě. To mělo za následek například kondenzaci vody na vnitřní straně skla fotoaparátu po mytí rukou s nasazenými hodinkami.
Nabíjení bylo nutné provádět pomocí speciálního rámečku, do kterého se hodinky uzavřely. Ten disponoval i čipem NFC pro rychlé párování s telefonem. Díky integraci fotoaparátů do pásku a mikrofonu do přezky nebylo možné pásek u hodinek vyměnit.
Hodinky nespolupracovaly se všemi telefony s Androidem, ale pouze s vybranými zařízeními z rodiny Galaxy. Při startu prodejů se jednalo jen o telefon Galaxy Note 3 a tablet Galaxy Note 10.1 2014 Edition. S rozšiřováním aktualizace Androidu 4.3 na starší zařízení přibyla podpora pro telefony Galaxy S III, S4, Note 2 Galaxy S 6 a 7, Galaxy Mega.

## Prostředí
Galaxy Gear využívají pro svůj běh upraveného systému Android s minimalistickým designem a ovládání pomocí gest. Minimalistické pojetí nejčastěji bílých obrázků a textů na černém pozadí má i funkční vliv na výdrž, jelikož zobrazování černé barvy je méně energeticky náročné.
Gesta jsou jednoduchá a snadno zapamatovatelná, spárovaný telefon je uživatele při prvním připojení přístroje naučí. Gesto shora dolů slouží jako zpět, vpravo a vlevo se přesouvá mezi obrazovkami. Vzhled hodin je možné vybrat z přednastavených digitálních a analogových témat nebo využít aplikace Watch Styler a vytvořit si téma vlastní.
Z aplikací od výrobce má uživatel k dispozici kontakty, email, minutku a stopky, události naplánované na aktuální den, informace o počasí, krokoměr, ovladač médií přehrávaných na telefonu, hlasovou poznámku a hlasové ovládaní S Voice. To však stále nerozumí česky.
Problémem je nedostatek aplikací třetích stran, kterých je jen několik desítek a vzhledem k tomu, že nástupce Gear 2 již neběží na Androidu, ale na platformě Tizen, nebude jich ani moc přibývat.

## Aktualizace
Po pěti vydaných aktualizacích se podařilo optimalizovat spotřebu energie a v současnosti hodinky vydrží okolo 5 dní běžného používání. Dle posledních vyjádření dostanou hodinky aktualizaci na operační systém Tizen. Což by mělo přinést nové aplikace z novější generace hodinek a opět vylepšenou výdrž na baterii.

## Slevy
Vzhledem k tomu, že hodinky postrádají nějakou funkci navíc, která by o ně vzbudila široký zájem veřejnosti, byl výrobce nucen dvakrát snížit jejich cenu. Nejdříve zlevnily v listopadu 2013 na doporučenou cenu 5990 Kč a následně se od března 2014 vyprodávaly za 2990 Kč.